# Transportør
 Denne artikel omhandler et landbrugsredskab. Opslagsordet har også en anden betydning, se transportør (logistik).
I landbruget er en transportør et redskab med samme funktion som et transportbånd. Forskellen ligger i, at det ikke er et sammenhængende bånd, hvor hele læsset hviler på, men derimod et kædetrækssystem, der enten har en kæde med pigge i midten, eller en kæde i hver side, hvor der sidder tværribber, oftest med pigge. Byrden hviler på bundpladerne på transportøren.
Førstnævnte kan stort set kun bruges til hø og halm, idet godset skal have en bredde, så det styres af siderne og føres frem af piggene på kæden.
Sidstnævnte er ofte noget tungere i konstruktionen, men kan til gengæld også bruges til roer, kartofler, brænde, sten og meget andet, som landmanden har behov for at samle i en bunke eller føre ind på et loft.
Normalt sættes transportøren til at føre hø og halm fra jorden og op på et høloft, hvorfra man så stabler med en høtyv eller med hænderne. På større lofter ses dog også halmbaner, hvor en eller flere transportører fører ballerne længere ind på loftet, typisk oppe i kip. Her kan eventuelt monteres et beslag midt på en bane, der drejer ballerne ud over kanten, hvis de ikke skal føres ud i banens fulde længde.
De fleste transportører drives af en elmotor.
|  | Denne artikel om noget teknisk eller videnskabeligt kan blive bedre, hvis der indsættes et (bedre) billede. Du kan hjælpe ved at afsøge Wikimedia Commons for et passende billede eller lægge et op på Wikimedia Commons med en af de tilladte licenser og indsætte det i artiklen. |